# Cratere Talapas
Talapas è un cratere sulla superficie di Rea.